# Sporormia pulchra
Sporormia pulchra är en svampart som beskrevs av E.C. Hansen 1877. Sporormia pulchra ingår i släktet Sporormia och familjen Sporormiaceae.   Inga underarter finns listade i Catalogue of Life.